# NGC 3994
NGC 3994 é uma galáxia espiral (Sc/P) localizada na direcção da constelação de Ursa Major. Possui uma declinação de +32° 16' 39" e uma ascensão recta de 11 horas, 57 minutos e 36,8 segundos.
A galáxia NGC 3994 foi descoberta em 6 de Abril de 1864 por Heinrich Louis d'Arrest.